# أوسكار ساليناس
أوسكار ساليناس (بالإسبانية: Óscar Salinas)‏ (26 يونيو 1988 في تشيلي - ) هو لاعب كرة قدم تشيلي في مركز الهجوم. لعب مع ديبورتيس ميليبيلا وDeportes Iberia ‏ ونادي كوكيمبو أونيدو وUnión Temuco ‏ ونادي كوبريسال.

## وصلات خارجية
- أوسكار ساليناس على موقع قاعدة بيانات كرة القدم.إي يو (الإنجليزية)
- أوسكار ساليناس على موقع Soccerway.com (الإنجليزية)
- أوسكار ساليناس على موقع AS.com (الإسبانية)